# Берлезе, Антонио

Ловушка Берлезе. Фиксирующая жидкость (A). Почва с микрофауной (D). Воронка (E). Источник тепла, электролампа (G).

Анто́нио Берле́зе (итал. Antonio Berlese; 26 марта 1863, Падуя — 24 октября 1927, Флоренция) — итальянский энтомолог и акаролог, один из пионеров биологического контроля вредителей, брат фитопатолога Августо Берлезе.

## Биография
Родился 26 июня 1863 года в г. Падуя, Италия. Обучался в лицее Liceo Foscarini (Венеция), затем поступил в Падуанский университет (итал. Università di Padova), который окончил в 1883 году с научной степенью в области естественных наук. После некоторого периода работы на станции сельскохозяйственной энтомологии во Флоренции (вместе с Адольфо Тарджиони-Тодзетти) преподавал сельскохозяйственную зоологию в Высшей агрошколе в Портичи (Неаполь (провинция), Портичи).
Вернувшись во Флоренцию, с 1903 года до самой смерти руководил местной Станцией сельскохозяйственной энтомологии (итал. Stazione di entomologia agraria). Вместе со своим младшим братом фитопатологом Августо Берлезе основал журнал патологии растений (итал. Rivista di patologia vegetale). В 1903 году Берлезе основал журнал Redia, посвящённый зоологии (в основном энтомологии, акарологии и нематодологии), который редактировал до своей кончины. 
Был почётным членом Французского энтомологического общества (фр. Entomologique de France).
Ученик итальянского натуралиста и биолога Джованни Канестрини, Берлезе считается основателем систематики клещей. 
Берлезе в 1906 году обнаружил, что паразитические наездники (позже названные в честь него Diaspitella berlesei, или Prospaltella berlesei, Aphelinidae, Chalcidoidea), убивают щитовку Diaspis pentagona (Pseudaulacaspis pentagona, Diaspididae), повреждающую листья тутового дерева. Берлезе интродуцировал в Италию божью коровку Rodolia cardinalis (Rodolia, Coccinellidae) для борьбы с вредителями цитрусовых червецами Icerya purchasi (Monophlebidae, Coccoidea). С помощью этой системы биологической защиты появилась новая возможность для сохранения культурных видов растений.
В 1905 году создал так называемую ловушку Берлезе для сбора почвенных насекомых и микрофауны. В 1918 году она была модифицирована Альбертом Туллгреном и иногда также называется ловушкой Туллгрена (Tullgren funnel), которая нашла широкое применение в экологии, зоологии, энтомологии и акарологии.
Умер после несчастного случая на охоте 24 октября 1927 года во  Флоренции. Его место работы было вакантным в течение десяти лет, в связи с трудностью найти ему достойного преемника.

## Труды
Автор более 300 научных статей и книги «Gli insetti loro organizzazione, sviluppo, abitudini e rapporti con l’uomo» (в двух томах, 1909 и 1925); а также многотомной серии под названием «Acari, Myriapoda et Scorpiones hucusque in Italie reperta», которая выходила между 1882 и 1903 годами (всего 101 выпуск), для которой Берлезе собственноручно нарисовал более 1,000 рисунков. Специалист по червецам и щитовкам Coccoidea.
- Antonio Berlese. Le cocciniglie Italiane viventi sugli agrumi. Parte II. I. Lecanium. Riv. Patol. Veget. 3: 49-100(1896).
- Antonio Berlese with Leonardi, G.. Diagnosi di cocciniglie nuove. Riv. Patol. Veget. 4: 345—352 (1896).
- Antonio Berlese with Leonardi, G. Diagnosi di cocciniglie nuove. Riv. Patol. Veget. 4: 1-352 (1896).
- Antonio Berlese with Leonardi, G. Le cocciniglie Italiane viventi sugli argumi. Parte III. I Diaspiti. [Cap. I. Note di sistematica e descrizione delle specie.] Riv. Patol. Veget. 4: 74-170 (1896).
- Antonio Berlese with Leonardi, G. Diagnosi di cocciniglie nuove. Riv. Patol. Veget. 4: 345—352 (1896).